# Јакутск
Јакутск (рус. Якутск, јакут. Дьокуускай - Ђокӯскај) град је у Русији и главни град Републике Јакутије. Према попису становништва из 2010. у граду је живело 269.486 становника. Кроз град протиче река Лена.
Зими, Јакутск је најхладнији од свих већих градова (преко 100.000 становника) на свету. Град је близу најхладнијег насељеног места на Земљи, Ојмјакона.

## Географија
Јакутск је од Москве удаљен 4.888 километара, а временска разлика међу њима је 6 сати.

### Клима
У Јакутску владају екстремни климатски услови. Да би издржале притиске у условима пермафроста, већина кућа у Јакутску се гради на бетонским темељима. Да би се допрло до течне воде, неопходно је бушити неколико стотина метара у дубину. Већина воде за потребе града се узима из реке Лена. Многи мотори се остављају упаљени целе ноћи, јер ако би стали при температури од -50 °C, више не би могли да се покрену.
Јануар је најхладнији месец у Јакутску са средњом температуром од -43,2 °C. У лето, температуре се често пењу на преко 30 °C (забележен је и максимум од +38 °C). Средња температура у јулу је 18,8 °C.
| Клима Јакутска              | Клима Јакутска | Клима Јакутска | Клима Јакутска | Клима Јакутска | Клима Јакутска | Клима Јакутска | Клима Јакутска | Клима Јакутска | Клима Јакутска | Клима Јакутска | Клима Јакутска | Клима Јакутска | Клима Јакутска |
| Показатељ \ Месец           | .Јан.          | .Феб.          | .Мар.          | .Апр.          | .Мај.          | .Јун.          | .Јул.          | .Авг.          | .Сеп.          | .Окт.          | .Нов.          | .Дец.          | .Год.          |
| --------------------------- | -------------- | -------------- | -------------- | -------------- | -------------- | -------------- | -------------- | -------------- | -------------- | -------------- | -------------- | -------------- | -------------- |
| Апсолутни максимум, °C (°F) | −5,8 (21,6)    | −2,2 (28)      | 8,3 (46,9)     | 21,1 (70)      | 31,1 (88)      | 35,1 (95,2)    | 38,3 (100,9)   | 35,4 (95,7)    | 27,0 (80,6)    | 20,5 (68,9)    | 3,1 (37,6)     | −3,9 (25)      | 38,3 (100,9)   |
| Средњи максимум, °C (°F)    | −36,1 (−33)    | −29,1 (−20,4)  | −13,2 (8,2)    | 1,2 (34,2)     | 13,2 (55,8)    | 22,1 (71,8)    | 25,1 (77,2)    | 21,3 (70,3)    | 11,4 (52,5)    | −3,8 (25,2)    | −24,4 (−11,9)  | −34,5 (−30,1)  | −3,5 (25,7)    |
| Просек, °C (°F)             | −39,6 (−39,3)  | −34,5 (−30,1)  | −21,3 (−6,3)   | −5,4 (22,3)    | 7,3 (45,1)     | 15,9 (60,6)    | 19,0 (66,2)    | 15,0 (59)      | 5,8 (42,4)     | −8,3 (17,1)    | −28,7 (−19,7)  | −38,0 (−36,4)  | −9,3 (15,3)    |
| Средњи минимум, °C (°F)     | −42,8 (−45)    | −39,2 (−38,6)  | −28,9 (−20)    | −12,5 (9,5)    | 0,7 (33,3)     | 8,8 (47,8)     | 12,0 (53,6)    | 8,5 (47,3)     | 0,6 (33,1)     | −13,0 (8,6)    | −33,0 (−27,4)  | −41,3 (−42,3)  | −14,9 (5,2)    |
| Апсолутни минимум, °C (°F)  | −63,0 (−81,4)  | −64,4 (−83,9)  | −54,9 (−66,8)  | −41,0 (−41,8)  | −18,1 (−0,6)   | −5,4 (22,3)    | −1,5 (29,3)    | −7,8 (18)      | −14,2 (6,4)    | −40,9 (−41,6)  | −54,5 (−66,1)  | −59,8 (−75,6)  | −64,4 (−83,9)  |
| Количина падавина, mm (in)  | 9 (3,5)        | 8 (3,1)        | 6 (2,4)        | 9 (3,5)        | 17 (6,7)       | 39 (15,4)      | 39 (15,4)      | 35 (13,8)      | 31 (12,2)      | 18 (7,1)       | 15 (5,9)       | 12 (4,7)       | 238 (93,7)     |
| Извор: Време и клима        |                |                |                |                |                |                |                |                |                |                |                |                |                |

## Историја
Град се развио средином 17. века почев од малог утврђења. Утврђење је изграђено 1632. на десној обали Лене, а 1643. је изграђено и на левој обали.
У првом веку постојања, у Јакутску су живели искључиво Руси. Од 18. века у град се досељавају Јакути, да би у 19. веку представљали трећину становништва.
Током Руског грађанског рата, Јакутск су у лето 1918. заузеле снаге Беле армије, под чијом влашћу је био до децембра 1919.

## Становништво
Према прелиминарним подацима са пописа, у граду је 2010. живело 269.486 становника, 58.844 (27,94%) више него 2002.
| 1939.  | 1959.  | 1970.   | 1979.   | 1989.   | 2002.   | 2010.   |
| ------ | ------ | ------- | ------- | ------- | ------- | ------- |
| 52.882 | 74.330 | 107.617 | 152.368 | 186.626 | 210.642 | 269.601 |

## Међународна сарадња
- Фербанкс, Сједињене Америчке Државе
- Дармштат, Њемачка
- Мурајама, Јапан
- Чангвон, Јужна Кореја
- Харбин, Народна Република Кина
- Олимпија, Грчка